# Grammephorus
Grammephorus is een geslacht van kevers uit de familie  
kniptorren (Elateridae).
Het geslacht is voor het eerst wetenschappelijk beschreven in 1851 door Solier.

## Soorten
Het geslacht omvat de volgende soorten:
- Grammephorus candezei Fleutiaux, 1907
- Grammephorus fuscus (Solier, 1851)
- Grammephorus galapagoensis (Van Dyke, 1953)
- Grammephorus impressicollis (Solier, 1851)
- Grammephorus minor (Schwarz, 1904)
- Grammephorus niger Solier, 1851
- Grammephorus nigra (Solier, 1851)
- Grammephorus rufipennis Solier, 1851